# The Ellen Show
The Ellen Show è una sitcom statunitense prodotta dal 2001 al 2002 ed interpretata dall'attrice Ellen DeGeneres. La serie è stata trasmessa da CBS.
The Ellen Show è stata la seconda sitcom della DeGeneres dopo Ellen (trasmessa dal 1994 al 1998 da ABC), ma a differenza di quest'ultima, The Ellen Show fu rapidamente cancellata dai palinsesti per scarsi risultati.
Come in Ellen, anche qui il personaggio interpretato dalla DeGeneres, Ellen Richmond, è lesbica (come la stessa DeGeneres nella vita reale).
In Italia la serie è inedita.

## Episodi
| Stagione       | Episodi | Prima TV originale | Prima TV Italia |
| -------------- | ------- | ------------------ | --------------- |
| Prima stagione | 18      | 2001-2002          | inedita         |